# Црква Светог Архангела Гаврила у Заблаћу
Црква Светог Архангела Гаврила у Заблаћу, насељеном месту на територији града Чачка, припада Епархији жичкој Српске православне цркве.
Према историјским изворима у Заблаћу је постојала црква брвнара од 1720. године, која је паљена више пута. Градња данашњег храма је започета 1869. године, а завршена је 1875. године када је освештан и посвећен Светом архангелу Гаврилу. При цркви је сачувана архива од 1936. године, а део архиве је страдао у току Првог светског рата, 1915. године и Другог светског рата, 1941. године када је ова црква претворена у коњушницу, а иконе са старог иконостаса спаљене.
У порти цркве се налази раније подигнути споменици крајпуташи погинулим ратницима, као и спомен чесма-источник, подигнута октобра 2018. године, у спомен и сећање Миљку Танасијевићу и свим палим војсковођама и војницима у Првом светском рату.